# Stelling van Stark-Heegner
In de algebraïsche getaltheorie, een deelgebied van de wiskunde, bepaalt de stelling van Stark-Heegner precies welke kwadratische imaginaire getallenlichamen unieke factorisatie in hun ring van de gehele getallen toelaten. 
De stelling van Stark-Heegner lost een speciaal geval van Gauss zijn klassegetalproblemen op door het aantal imaginaire kwadratische velden, die een gegeven vast klassegetal hebben, vast te stellen.